# 79 (număr)
79 (șaptezeci și nouă) este numărul natural care urmează după 78 și este urmat de 80.

## În matematică
79:
- Este al 22-lea număr prim; formează o pereche de numere prime verișoare cu 83 (diferența dintre cele două numere este de patru unități).[1]
- Este un prim circular.[2]
- Este un număr prim cubic generalizat.[3]
- Este un număr prim gaussian, deoarece este de forma 4n + 3.
- Este un prim fericit.[4][5]
- Este un prim Higgs.[6]
- Este un număr prim izolat.[7][8]
- Este un prim Kynea, deoarece este de forma (2n + 1)2 − 2.[9]
- Este un prim norocos.[10]
- Este un prim permutabil cu 97.
- Este un prim Pillai,[11][12] deoarece 23! + 1 este divizibil cu 79, dar 79 nu este cu 1 mai mult decât un multiplu de 23.
- Este un număr prim plat.[13][14]
- Este un prim regulat.[15]
- Este un număr prim tare.[16][17]
- Este un număr prim Solinas.[18][19]
- Este un număr prim subțire.[20][21]
- Este un număr prim trunchiabil la dreapta.[22][23]
- Este un număr strict non-palindromic.[24]
- Este un număr mirp, deoarece nu este palindromicc și inversul său, 97, este și el un număr prim.[25]
- Este un număr Størmer.[26][27]
- Este cel mai mic număr care nu poate fi reprezentat ca o sumă a mai puțin de 19 puteri de ordinul 4.

## În știință
- Este numărul atomic al aurului.[28]

### Astronomie
- NGC 79 este o galaxie eliptică din constelația Andromeda.
- Messier 79 este un roi globular stelar din constelația Iepurele.
- 79 Eurynome este o planetă minoră.
- Planeta Jupiter are 79 de sateliți.

## În alte domenii
Șaptezeci și nouă se mai poate referi la:
- Codul pentru departamentul francez Deux-Sèvres.
- Live Seventy Nine, un album de Hawkwind.
- Drumul european E79, un drum din Europa.
- DN79, un drum din România.
- DN79A, un drum din România.